# Cadillac Série 60
La Cadillac Series 60 est une série produite par Cadillac à partir de 1936, son entrée de gamme sur le marché des véhicules de luxe. Elle est remplacée par la Série 61 en 1939. Cependant un modèle qui en a été inspiré, la Cadillac Sixty Special, continue d'être produite jusqu'en 1993.
La Série 60 est conçue par le nouveau directeur de Cadillac, Nicholas Dreystadt. Débuts 1936, il comble un écart de prix béant entre les modèles LaSalle et Cadillac Série 70. Initialement, il roule sur un empattement de 3 073 mm (121,0 pouces) et partage la carrosserie B avec les voitures de LaSalle, Buick et l'Oldsmobile F-Series. L'empattement est augmentée à 124,0 pouces (3 150 mm) en 1937-1938.

## Caractéristiques
L'extérieur comporte un nouveau look conçu par Harley J. Earl avec une calandre haute et élancée et un pare-brise en forme de V fendu. Cette carrosserie utilisait le nouveau toit monopièce Turret Top de Fisher Body et les freins à double servo Bendix. La suspension indépendante « Knee-Action », introduite pour la première fois par Cadillac en 1934, était à l'époque une nouveauté bienvenue pour le marché des prix moyens.
Sous le capot se trouve le nouveau (moins cher) monobloc V8. Ce moteur de 5,3 L produit 125 ch (93 kW), soit dix de moins que celui des Cadillac plus grandes. La Série 60 est immédiatement devenue le modèle le plus vendu de la société, représentant la moitié de toutes les Cadillac vendues la première année.
L'année suivante, la cylindrée de toutes les Cadillac Monobloc était de 5,7 L. Ce nouveau moteur a produit 135 ch (101 kW), plus que toutes les Cadillac V8 de quelques années plus tôt. La série 60 a été remplacée par la série 61 et a disparu après 1938.

## Galerie

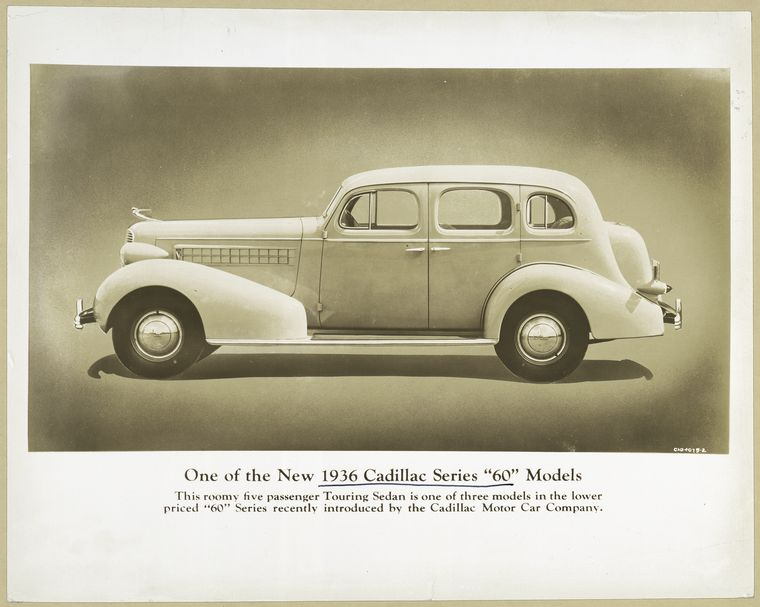
Cadillac Series 60 1936
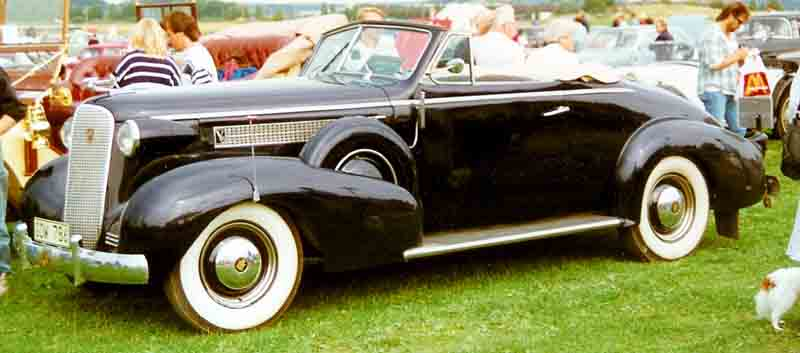
Cadillac 60 Convertible Coupé 1937
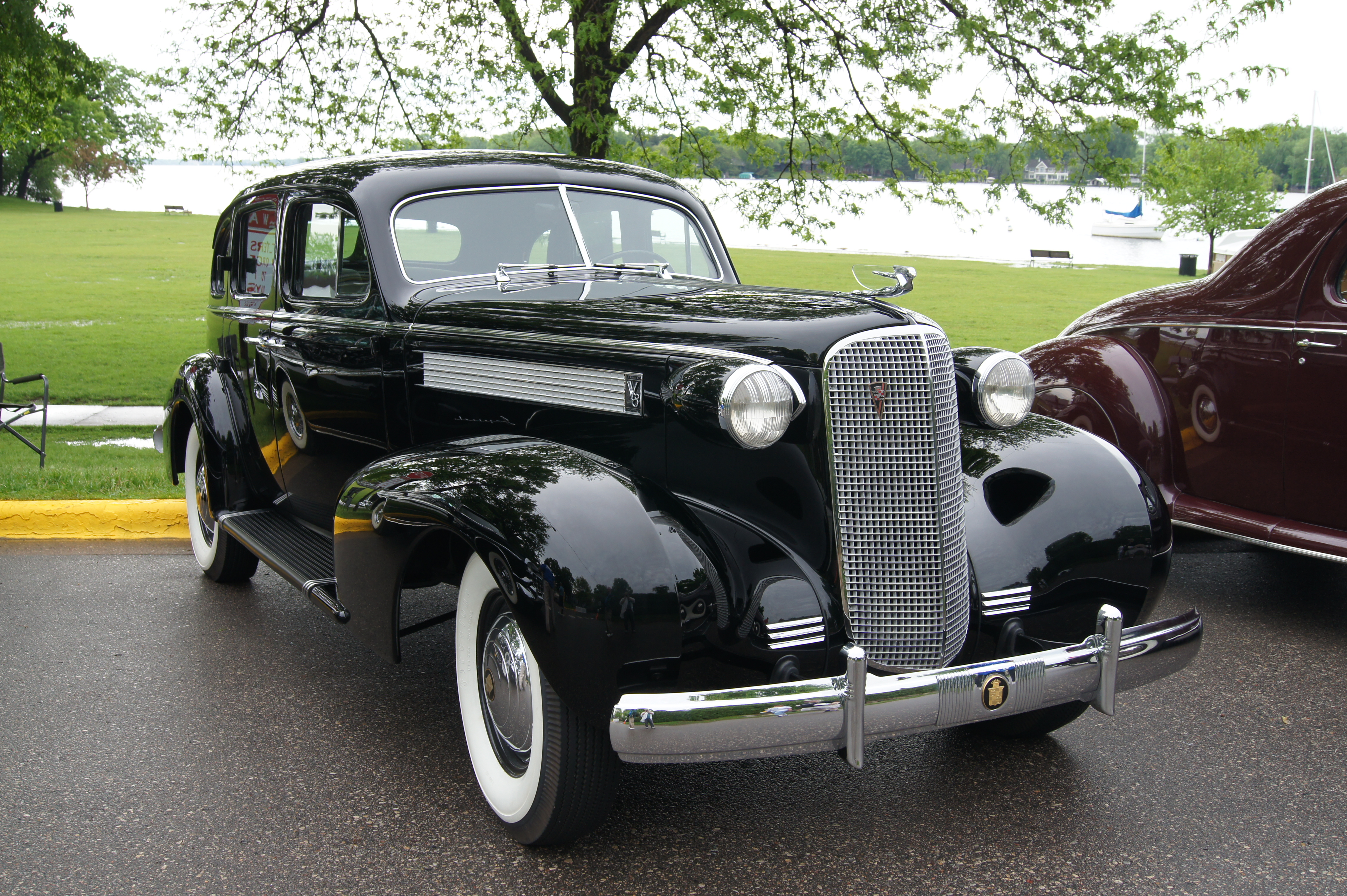
Cadillac 60 Sedan 1937
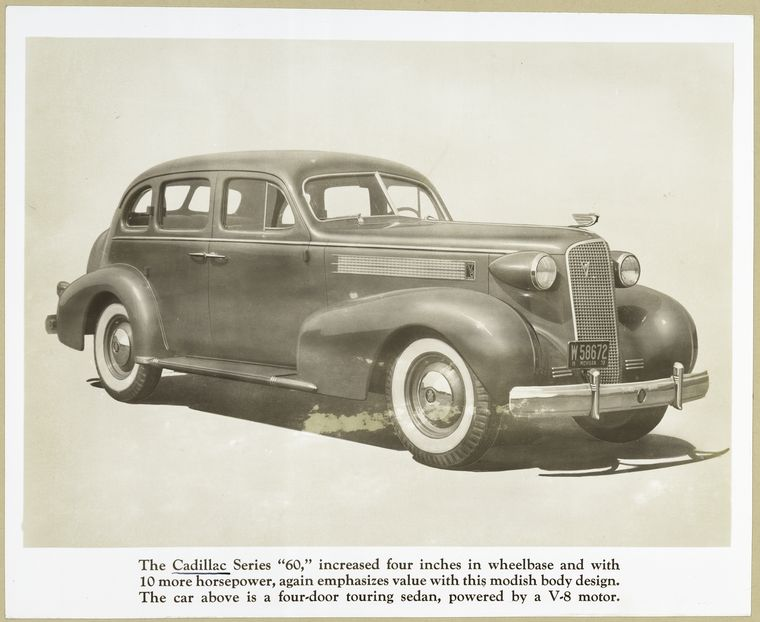
Cadillac Series 60 1937